# Ratna fotografija
Ratna fotografija obuhvaća sve vidove fotografije odnosno fotografske umjetnosti koji sadržajno pokrivaju rat, njegove sudionike, ratna razaranja, zločine, ali i prikaze ratne svakodnevnice, kao i fotografije proturatne poruke. Sadržajno, ali i načinski, može se podijeliti na medicinsku, dokumentarističku/izvjestiteljsku, povijesnu, političku i društvenu ratnu fotografiju te na proturatnu fotografiju. Unatoč različitim razinama korisnosti (funkcionalnosti), ratna fotografija posjeduje svojstveni stupanj umjetničkoga izričaja i sva potrebna obilježja umjetnine. Iako je njezino nadahnuće pitanje puke potrebe, dokumentaristička pobuda ne umanjuje njezinu umjetničku vrijednosti.